# Ropica signata
Ropica signata là một loài bọ cánh cứng trong họ Cerambycidae.